# Jezioro Czarne (Marki)

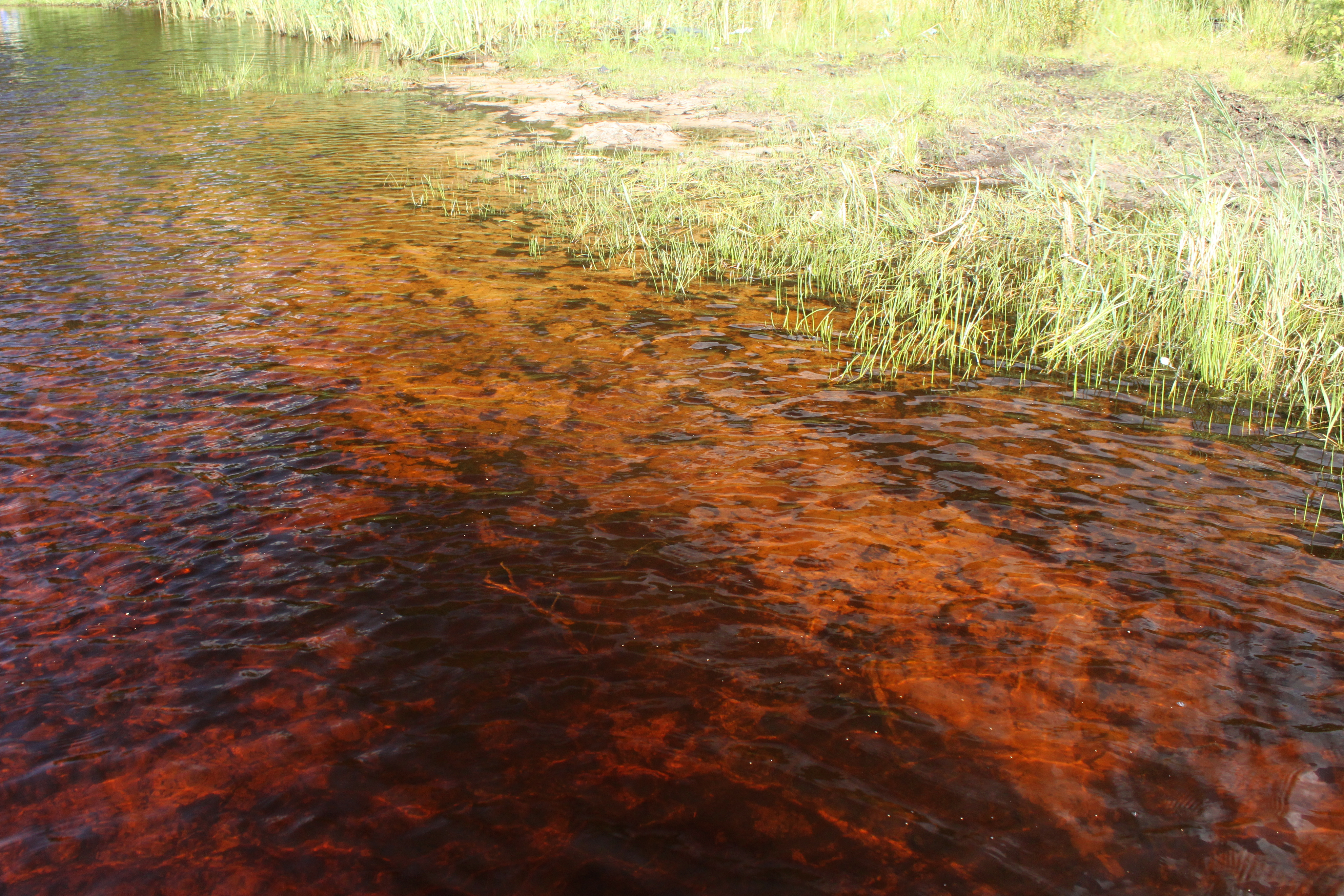
Woda w jeziorze

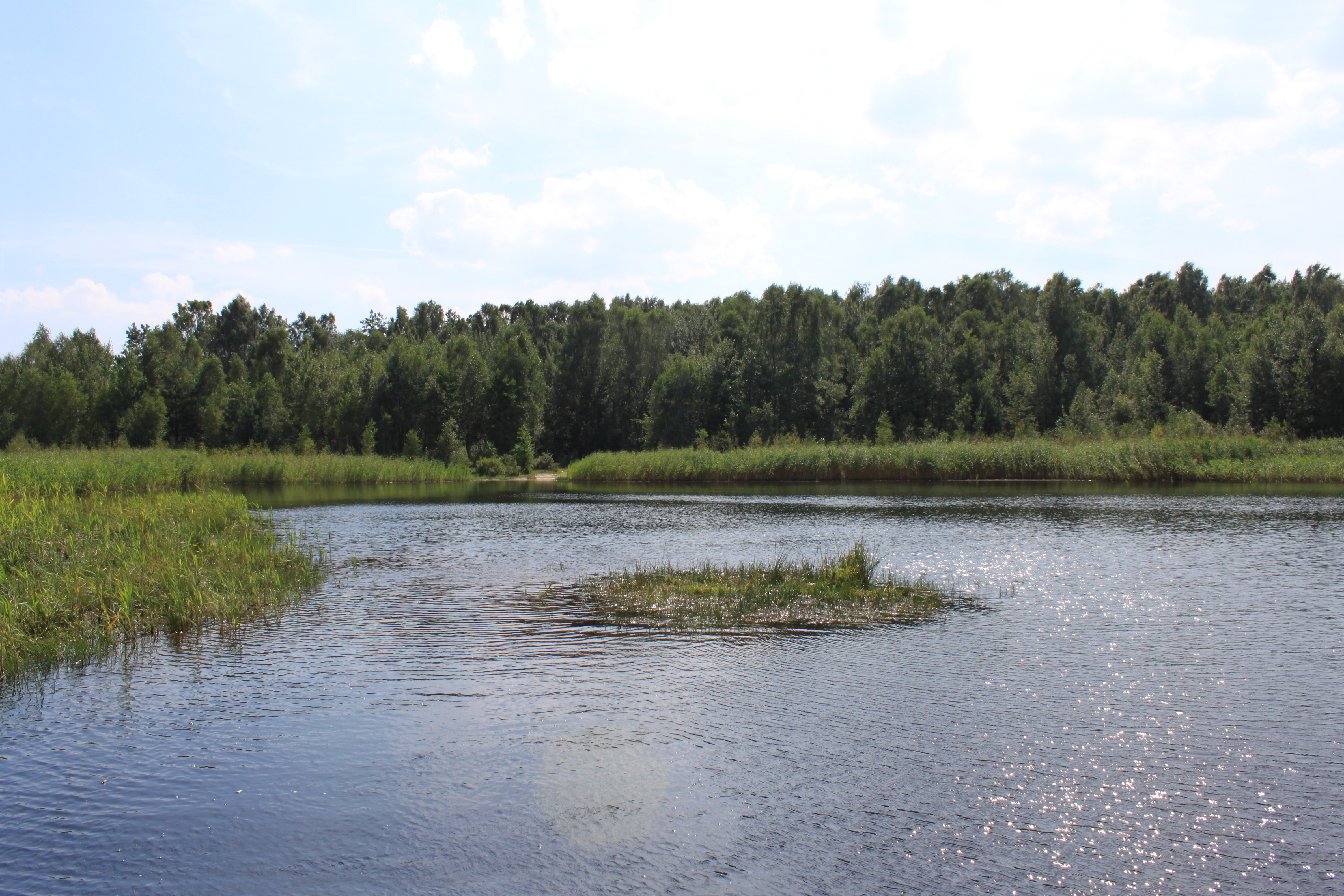

Jezioro Czarne, Kruczek – płytkie jezioro borowinowe położone w Markach, blisko granicy z Zielonką, w powiecie wołomińskim województwa mazowieckiego, o powierzchni prawie 3 ha. Przy wschodnim krańcu jeziora przebiega trasa drogi wojewódzkiej nr 631.
W 1990 r. jego powierzchnia wynosiła około 8 ha, lecz obecnie zbiornik ten ulega systematycznemu wysychaniu, oraz naturalnej sukcesji w kierunku torfowiska wysokiego. Sądząc po topografii terenu osiąga prawdopodobnie głębokość najwyżej kilku metrów. Jego śródleśne położenie i dopływ dużych ilości substancji humusowych decydują o dystroficznym charakterze jeziora. Cechuje się ono żółtobrunatną barwą wód i ograniczoną przezroczystością, a także znacznym zakwaszeniem środowiska oraz słabym natlenieniem. Efektem takiego stanu jest ubogi skład jakościowy i ilościowy organizmów żyjących w jeziorze. Makrofity występują tu rzadko i w małych ilościach.
Podczas II wojny światowej nad jeziorem zostali rozstrzelani przez hitlerowców mieszkańcy okolicznych miejscowości, co upamiętnia pomnik. 28 maja 2008 roku na jeziorze realizowany był odcinek serii „Magazynek” na kanale Discovery TVN Historia.
Na jeziorze realizowano jedną ze scen filmu Generał Nil Ryszarda Bugajskiego.